# باشگاه فوتبال استقلال تهران در فصل ۸۵–۱۳۸۴
باشگاه فوتبال استقلال تهران در فصل ۸۵–۱۳۸۴ شصتمین سال فعالیت این باشگاه بود. استقلال در این سال در پنجمین دوره لیگ برتر ایران و نوزدهمین دوره جام حذفی ایران حاضر بود. استقلال با قهرمانی در پنجمین دوره لیگ برتر به پنجمین تیمی بدل شد که توانسته بود قهرمان لیگ برتر ایران شود. در این فصل برای سومین فصل متوالی امیر قلعه‌نویی روی نیمکت استقلال نشست و موفق شد نام خود را در لیست مربیانی ثبت کند که استقلال را قهرمان جام خلیج فارس ایران کرده‌اند.
در جام حذفی، استقلال پس از صعود به یک‌هشتم نهایی و در حالی که به مقام قهرمانی در مسابقات لیگ برتر رسیده بود، از این مسابقات کناره‌گیری کرد.

همچنین در آن فصل استقلال در جام دوستانه بنام صلح و دوستی شرکت کرد و مقام قهرمانی را بدست آورد.

## بازیکنان
Esteghlal F.C. Iran Pro League Squad 2005–06
| شماره |       | پست       | بازیکن          |
| ----- | ----- | --------- | --------------- |
| ۱     | ایران | دروازه‌بان | وحید طالب‌لو     |
| ۲     | ایران | مدافع     | امیرحسین صادقی  |
| ۳     | ایران | مدافع     | مهدی امیرآبادی  |
| ۴     | ایران | هافبک     | حسین کاظمی      |
| ۵     | ایران | مدافع     | سبو شهبازیان    |
| ۶     | ایران | مدافع     | محمود فکری      |
| ۷     | ایران | مدافع     | سعید لطفی       |
| ۸     | ایران | هافبک     | مجتبی جباری     |
| ۹     | ایران | مهاجم     | سیاوش اکبرپور   |
| ۱۰    | ایران | هافبک     | علی‌رضا منصوریان |
| ۱۱    | ایران | مهاجم     | غلام‌رضا عنایتی  |
| ۱۴    | ایران | مدافع     | مرتضی ابراهیمی  |
| ۱۵    | ایران | هافبک     | فرزاد مجیدی     |

| شماره |         | پست       | بازیکن             |
| ----- | ------- | --------- | ------------------ |
| ۱۶    | ایران   | مهاجم     | علیرضا اکبرپور     |
| ۱۷    | ایران   | هافبک     | میثم بائو          |
| ۱۸    | ایران   | مهاجم     | مرتضی هاشمی‌زاده    |
| ۱۹    | ایران   | هافبک     | رامین محرم‌نژاد     |
| ۲۰    | ایران   | مدافع     | پیروز قربانی       |
| ۲۱    | ایران   | دروازه‌بان | سید مهدی رحمتی     |
| ۲۲    | ایران   | هافبک     | علیرضا واحدی‌نیکبخت |
| ۲۳    | گرجستان | هافبک     | آوسنتی گیلائوری    |
| ۲۴    | ایران   | مهاجم     | پیمان نادری        |
| ۲۶    | ایران   | هافبک     | اصغر طالب‌نسب       |
| ۳۱    | ایران   | هافبک     | شاهین خیری         |
|       | ایران   | مدافع     | مجتبی انصافی       |

## مرور فصل

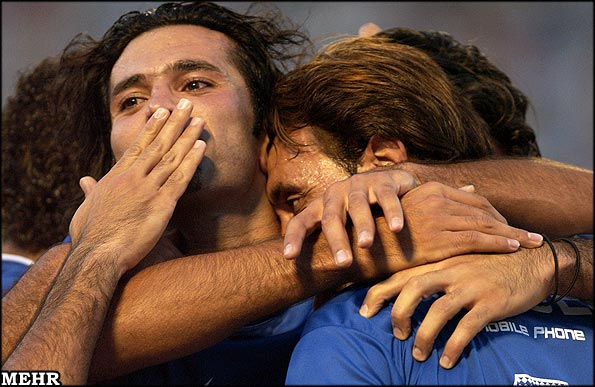
علیرضا واحدی نیکبخت نخستین گل فصل استقلال را در دقیقه ۷ بازی مقابل صبا باتری به ثمر رساند.

تیم استقلال تهران پس از اینکه دو سال پیایی در آخرین روزها جام قهرمانی را از دست داد در این سال توانست با ۱۶ برد ۱۱ تساوی و تنها ۳ شکست و ۴۴ گل زده و ۱۷ گل خورده و در نهایت با کسب ۵۹ امتیاز مقام قهرمانی این دوره از لیگ برتر را به دست آورد. همچنین غلامرضا عنایتی با به ثمر رساندن ۲۱ گل آقای گل مسابقات شناخته شد و مجتبی جباری هافبک استقلال نیز به عنوان بهترین بازیکن این دوره از مسابقات شناخته شد.
در هفته پایانی لیگ برتر استقلال میزبان تیم برق شیراز بود و آبی‌پوشان برای تثبیت قهرمانی نیاز به کسب برد در این بازی داشتند. این بازی در تاریخ اول اردیبهشت سال ۱۳۸۴ در حضور بیش از صد هزار هوادار استقلالی در ورزشگاه آزادی برگزار شد و با نتیجه ۴ بر ۱ به سود تیم استقلال به پایان رسید. حضور این همه هوادار یک جو بسیار خوب در ورزشگاه ایجاد کرده بود و قطعا این بازی تا سالها در ذهن هواداران باقی خواهد ماند. بازی که منجر به اولین قهرمانی تیم استقلال در ادوار لیگ باشگاههای ایران با نام لیگ برتر شد.
در این فصل استقلال در سطوح مدیریت و بازیکنان دست به تغییراتی زد. محمدحسین قریب از مدیرعاملی استقلال استعفا داد و کاظم اولیایی مدیرعامل دهه شصت استقلال به جای ایشان انتخاب شدند. البته در اواخر سال ۱۳۸۴ دوباره آقای قریب به سمت مدیرعاملی استقلال بازگشتند.
پس از سالها اعضای هیئت مدیره باشگاه استقلال چار تغییر و تحولات گسترده‌ای شد و در هشتم بهمن ماه سال ۱۳۸۴ دکتر حمیدرضا آصفی (سخنگوی وقت وزارت امور خارجه) دکتر امیدوار رضایی (نماینده مردم مسجد سلیمان) به عنوان هییت مدیره باشگاه استقلال، عبدالرضا مصری (نماینده مردم کرمانشاه) به عنوان نایب رئیس هیئت مدیره باشگاه استقلال، خانم عشرت شایق (عضو کمیسیون اصل ۹۰ و نماینده مردم تبریز)، مهندس هاشم زارع (یکی از مدیران باسابقه صنعت کشور) و دکتر حسین قریب و دکتر محمدجواد ایروانی (عضو مجمع تشخیص مصلحت نظام) به عنوان هفت عضو جدید هیئت مدیره باشگاه فرهنگی ورزشی استقلال تهران معرفی شدند. ضمن آنکه دکتر حسین قریب پس از گذشت چند ماه دوری از استقلال یک بار دیگر به عنوان مدیر عامل باشگاه استقلال منصوب و مشغول به کار شد.
در مسابقات جام حذفی ایران تیم استقلال در دور اول موفق به شکست دادن تیم اتکا تهران شد. در دور بعدی باید به مصاف تیم شاهین بوشهر میرفت که این تیم از ادامه بازیها انصراف داد و استقلال حریف تیم نوژن ساری شد. با توجه به اینکه تیم استقلال لیگ برتر را با قهرمانی به پایان برده بود از ادامه بازیهای جام حذفی انصراف داد و حاضر به بازی در برابر تیم مازندرانی نشد.
قبل از شروع بازیهای این فصل تیم استقلال در مسابقات چهارجانبه صلح و دوستی تهران شرکت کرد و موفق به کسب عنوان قهرمانی در این جام شد. بازیهای این جام با شرکت چهار تیم استقلال، پاس، پرسپولیس و شهید قندی طی دو روز ۳۱ مرداد و سوم شهریور در ورزشگاه آزادی تهران برگزار گردید. در حالی که این بازیها به صورت دوره‌ای انجام شد ولی دو تیم استقلال و پرسپولیس با توافق قبلی که حاصل شده بود در برابر هم قرار نگرفتند و تیمها فقط دو بازی انجام دادند که استقلال با کسب ۶ امتیاز قهرمان شد.
در این سال تیم فوتبال استقلال جهت اردوی آمادگی پیش فصل به کشور ترکیه سفر کرد و در اولین دیدار تدارکاتی موفق شد تیم کارش کیا اسپور ترکیه را با نتیجه سه بر یک و با گلهای سیاوش اکبرپور (۲ گل) و رضا عنایتی شکست بدهد.
علی آقامحمدی عضو هیئت مدیره باشگاه استقلال تهران پس از ۱۸ سال فعالیت در این باشگاه از سمت خود استعفا کرد.
تیم فوتبال استقلال تهران در چارچوب نخستین دوره رقابتهای پاسداشت قهرمانان مقابل تیم منتخب سائو پائولوی برزیل قرار گرفت. این دیدار که در استادیوم آزادی تهران برگزار شد که در پایان تیم سائوپائولو با نتیجه ۲ بر ۱ به پیروزی رسید. در ۱۵ دقیقه ابتدایی این بازی، بازیکنان تیم استقلال با ۲ گل از حریف برزیلی خود پیش افتادند اما در این دقیقه به علت برگزاری مراسم تقدیر از جعفر مختاری‌فر و عباس سرخاب بازیکنان اسبق تیم استقلال و تنی چند از پیشکسوتان این تیم بازی متوقف شد و با توافق مسئولان دو تیم این دو گل در نتیجه پایانی بازی محاسبه نشد. تک گل استقلال در این بازی را علیرضا واحدی‌نیکبخت به ثمر رساند. وحید طالب‌لو که در این فصل به دروازه‌بان شماره یک استقلال بدل شده بود یک ضربه پنالتی تیم برزیلی را مهار کرد.
در دوازدهمین دوره مسابقات فوتبال جام پیشکسوتان (جام مرحوم یونس شکوری ) در رده بالای ۵۰ سال تیم استقلال به مقام قهرمانی رسید و تیمهای هما و اکباتان دوم و سوم شدند.
باشگاه استقلال در آذر ماه سال ۱۳۸۱ ساختمان پنج طبقه خود در خیابان لارستان را به فروش رساند و در آبان ماه سال ۱۳۸۴ با کمک و مساعدت فدراسیون فوتبال ایران ساختمان پنج طبقه ای در منطقه سعادت آباد تهران خریداری کرد. این ساختمان پنج طبقه و آبی رنگ با ۲۵۰ متر مربع زمین و زیر بنای ۶۰۰ متر مربع (پنج دستگاه آپارتمان ۱۲۵ متری) یک بار دیگر تشکیلات سازمانی این باشگاه پرهوادار را سروسامان بخشید و بازیکنان، پیشکسوتان و میلیونها هوادار متعصب را صاحب خانه کرد. ساختمان باشگاه استقلال دارای اتاق های اداری، معاونین و مربیان، مدیر عامل و روابط عمومی، ساختمان موزه و سالن کنفرانس می باشد که طبقه اول به امور اداری و اجرایی - طبقه دوم در اختیار مربیان و همچنین نمازخانه - طبقه سوم مربوط به مدیریت و معاونین - طبقه چهارم در اختیار روابط عمومی و موزه و طبقه پنجم باشگاه استقلال فعلا اجاره داده شده است. طبقه همکف نیز حسینیه باشگاه قرار دارد.

## پیش فصل و دوستانه

### دوستانه
| ۹ تیر ۱۳۸۴ دوستانه ۱                            | استقلال تهران   | ۱ – ۲ | منتخب سائو پائولو برزیل     | تهران                                  |
|                                                 | واحدی‌نیکبخت ۶۴' | گزارش | لویس ۷۰' · کارلینوس ۸۰' · ؟ | ورزشگاه: آزادی تهران داور: محمود رفیعی |
| یادداشت: وحید طالب‌لو یک ضربه پنالتی را مهار کرد |                 |       |                             |                                        |

| ۱۷ مرداد ۱۳۸۴ (تاریخ احتمالی) دوستانه ۲ | کارش کیا اسپور | ۱ – ۳ | استقلال تهران       | ترکیه |
|                                         |                | گزارش | س. اکبرپور · عنایتی |       |

| ۲۰ مرداد ۱۳۸۴ (تاریخ احتمالی) دوستانه ۳ | یوزکات اسپور | ۰ – ۱ | استقلال تهران | ترکیه |
|                                         |              | گزارش | س. اکبرپور    |       |

| ۱۳ شهریور ۱۳۸۴ دوستانه ۴ | استقلال تهران | ۰ – ۲ | عقاب تهران                             | تهران                                      |
|                          | مجیدی '۳۶     | گزارش | هاشمی‌نسب '۳۵ · حاجی‌پور ۷۰' · مرادی ۷۵' | ورزشگاه: ورزشگاه مرغوبکار داور: حسن نوشه‌ور |

| ۲۷ آذر ۱۳۸۴ دوستانه ۵ | استقلال تهران                     | ۲ – ۱      | هنرمندان ایران | تهران                                |
|                       | محرم‌نژاد نیمه دوم · بائو نیمه دوم | همشهری مهر | مجیدی نیمه دوم | ورزشگاه: شهید هرندی داور: محمد فنایی |

### جام صلح و دوستی
| ۳۱ مرداد ۱۳۸۴ ۱                                                                     | استقلال تهران                                           | ۱ – ۰        | پاس تهران | تهران                                     |
|                                                                                     | عنایتی '۲۰ · س. اکبرپور ۳۳' · س. اکبرپور '۶۰ · خیری '۸۱ | همشهری ایسنا |           | ورزشگاه: آزادی تهران داور: سعید مظفری‌زاده |
| یادداشت: نکته جالب این بازی این بود که سیاوش اکبرپور قبل از شروع بازی کارت زرد گرفت |                                                         |              |           |                                           |

| ۳ شهریور ۱۳۸۴ ۲ | استقلال تهران                                                                                       | ۲ – ۱      | شهید قندی یزد    | تهران                                   |
|                 | فکری ۲۱' '۲۳ · هاشمی‌زاده ۴۰' '۶۵ · گیلائوری '۴۹ · انصافی '۵۷ · مجیدی '۵۷ · خیری '۵۷ · امیرآبادی '۶۲ | همشهری مهر | علی بیک‌زاویه ۸۱' | ورزشگاه: آزادی تهران داور: علیرضا فغانی |

## بازی‌ها

### لیگ برتر
| ۱۱ شهریور ۱۳۸۴ ۱                                      | استقلال تهران                                                                                        | ۴ – ۱ | صبا باطری تهران                         | تهران                                                        |
|                                                       | واحدی‌نیکبخت ۷' · عنایتی ۲۶'، ۵۵' (پنالتی) · س. اکبرپور ۴۱'، '۶۹ · کاظمی '۶۸ · صادقی '۷۶ · قربانی '۸۶ | گزارش | مهدی‌زاده ۶۴' · امیررضا الوندی · دایی ۹۰ | ورزشگاه: آزادی تهران تماشاگران: ۳۵،۰۰۰ داور: خداداد افشاریان |
| یادداشت: وحید طالب‌لو ضربه پنالتی علی دایی را مهار کرد | |       |                                         |                                                              |

| ۱۶ شهریور ۱۳۸۴ ۲ | پاس تهران                                                     | ۱ – ۰ | استقلال تهران              | تهران                                                  |
|                  | شیرزاد ۱۸' · برهانی '۳۶ · نصرتی '۳۸ · خورج '۵۲ · بیاتی‌نیا '۸۵ | گزارش | فکری · کاظمی · طالب‌نسب '۴۲ | ورزشگاه: آزادی تهران تماشاگران: ۲۵،۰۰۰ داور: ایرج نظری |

| ۲۵ شهریور ۱۳۸۴ ۳ | ملوان انزلی                          | ۲ – ۳ | استقلال تهران                               | بندر انزلی                                            |
|                  | زارع ۲۸' · فلاحتی '۳۶ · غلامین ۱+۹۰' | گزارش | س. اکبرپور ۳۵'، ۵۳' · فلاحتی ۳۶' (گل‌به‌خودی) | ورزشگاه: تختی انزلی تماشاگران: ۱۷،۰۰۰ داور: محسن ترکی |

| ۱ مهر ۱۳۸۴ ۴ | استقلال تهران                                      | ۰ – ۰ | ابومسلم مشهد                          | تهران                                                    |
|              | خلعتبری '۲۳ حسینی '۴۸ جباری '۶۳ خیری '۷۰ ثابتی '۹۰ | گزارش | س. اکبرپور '۲۸ صادقی '۶۵ ابراهیمی '۸۳ | ورزشگاه: آزادی تهران تماشاگران: ۳۰،۰۰۰ داور: محمود رفیعی |

| ۷ مهر ۱۳۸۴ ۵ | استقلال اهواز                                        | ۰ – ۲ | استقلال تهران                                             | اهواز                                                        |
|              | کمائی '۴۰ آلوز '؟ آل‌نعمه '؟ خلیفه اصل '۸۰ تقی‌پور '۹۰ | گزارش | عنایتی ۱۱' · منصوریان '۵۷ · امیرآبادی '؟ · س. اکبرپور ۹۰' | ورزشگاه: تختی اهواز تماشاگران: ۱۴،۰۰۰ داور: فریدون اصفهانیان |

| ۱۱ مهر ۱۳۸۴ ۶ | استقلال تهران                                           | ۳ – ۰ | راه‌آهن تهران | تهران                                                     |
|               | س. اکبرپور ۵۲'، '۲۵ · واحدی‌نیکبخت '۵۲ · عنایتی ۵۶'، ۶۵' | گزارش | مهربان '۴۱   | ورزشگاه: آزادی تهران تماشاگران: ۱۵،۰۰۰ داور: هدایت ممبینی |

| ۲۴ مهر ۱۳۸۴ ۷ | سپاهان اصفهان                                        | ۱ – ۰ | استقلال تهران         | اصفهان                                                          |
|               | جعفرپور ۳۳' · بزیک · منصوری · رگیو · بنگر · پطروسیان | گزارش | مجیدی '۵۵ منصوریان '؟ | ورزشگاه: فولادشهر اصفهان تماشاگران: ۱۷،۰۰۰ داور: رحیم رحیمی‌مقدم |

| ۲۹ مهر ۱۳۸۴ ۸ | استقلال تهران                         | ۰ – ۰ | فجرسپاسی شیراز                | تهران                                                        |
|               | فکری '۱۴ واحدی‌نیکبخت '۳۷ امیرآبادی '؟ | گزارش | نیسانی '۳۹ رضایی '۵۰ کرمی '۵۸ | ورزشگاه: آزادی تهران تماشاگران: ۲۷،۰۰۰ داور: خداداد افشاریان |

| ۷ آبان ۱۳۸۴ ۹ | سایپا کرج            | ۰ – ۰ | استقلال تهران | تهران                                                    |
| ۱۹:۱۵         | صادقی '۱۳ ارزانی '۳۷ | گزارش |               | ورزشگاه: آزادی تهران تماشاگران: ۲۶،۰۰۰ داور: مسعود مرادی |

| ۱۴ آبان ۱۳۸۴ ۱۰ (دربی ۶۰) | استقلال تهران                            | ۱ – ۰ | پیروزی تهران                            | تهران                                                       |
|                           | واحدی‌نیکبخت '۲۴ · صادقی '۵۱ · عنایتی ۵۵' | گزارش | کاویانپور '۴ کاظمیان '۴۶ رهبری‌فرد '۳+۹۰ | ورزشگاه: آزادی تهران تماشاگران: ۸۰،۰۰۰ داور: ولفگانگ اشتارک |

| ۲۴ آبان ۱۳۸۴ ۱۱ | شموشک نوشهر         | ۰ – ۱ | استقلال تهران                                  | نوشهر                                                 |
|                 | غراوی '؟‌ · آذری '۴۳ | گزارش | فکری '۱۲ · بائو '۲۲ · جباری ۷۶' '۳۸ · کاظمی '؟ | ورزشگاه: شهدای نوشهر تماشاگران: ۸،۰۰۰ داور: محسن ترکی |

| ۲۹ آبان ۱۳۸۴ ۱۲ | استقلال تهران                                             | ۱ – ۰ | شهید قندی یزد | تهران                                                    |
|                 | امیرآبادی '۴۵ · کاظمی '۵۴ · منصوریان '۷۸ · س. اکبرپور ۸۹' | گزارش | سانتوس '۱۹    | ورزشگاه: آزادی تهران تماشاگران: ۱۵،۰۰۰ داور: مسعود مرادی |

| ۴ آذر ۱۳۸۴ ۱۳ | فولاد خوزستان | ۰ – ۰ | استقلال تهران                   | اهواز                                                        |
|               | احمدی '۱۰     | گزارش | لطفی '؟ منصوریان '۸۴ عنایتی '۹۰ | ورزشگاه: تختی اهواز تماشاگران: ۱۷،۰۰۰ داور: فریدون اصفهانیان |

| ۲۵ آذر ۱۳۸۴ ۱۴ | استقلال تهران                                          | ۳ – ۰ | ذوب‌آهن اصفهان         | تهران                                                     |
|                | جباری ۶۸' · عنایتی ۸۳' '؟ · صادقی ۸۶' · واحدی‌نیکبخت '۳ | گزارش | فاطمی صالحی‌نژاد ساجدی | ورزشگاه: آزادی تهران تماشاگران: ۲۵،۰۰۰ داور: هدایت ممبینی |

| ۲ دی ۱۳۸۴ ۱۵ | برق شیراز                                                 | ۱ – ۳ | استقلال تهران                                                                             | شیراز                                                        |
|              | شیری ۳۰' · زارع '؟ · عابدی‌نژاد '۴۳ · حقدوست '؟ · رزمی '۷۳ | گزارش | قربانی '۲۸ · عنایتی ۳۴' (پنالتی)، '۷۷ · امیرآبادی '۳۹ · س. اکبرپور ۸۶'، '۴۵ · جباری ۴+۹۰' | ورزشگاه: حافظیه شیراز تماشاگران: ۱۸،۰۰۰ داور: رحیم رحیمی‌مقدم |

| ۸ دی ۱۳۸۴ ۱۶                                                                  | صبا باطری تهران                              | ۱ – ۱ | استقلال تهران                                   | تهران                                                  |
|                                                                               | ذوالرحمی ۸۱' · بختیاری‌زاده · قاسمیان · نوازی | گزارش | صادقی ۱۴' · جباری · فکری · ابراهیمی · صادقی '۶۷ | ورزشگاه: آزادی تهران تماشاگران: ۲۰،۰۰۰ داور: ایرج نظری |
| یادداشت: امیر قلعه‌نویی سرمربی استقلال تهران در دقیقه ۶۴ از روی نیمکت اخراج شد |                                              |       |                                                 |                                                        |

| ۱۶ دی ۱۳۸۴ ۱۷ | استقلال تهران                           | ۰ – ۰ | پاس تهران               | تهران                                                     |
|               | فکری · اکبرپور · قربانی · امیرآبادی '۸۷ | گزارش | جمشیدی خورج حیدری نصرتی | ورزشگاه: آزادی تهران تماشاگران: ۳۵،۰۰۰ داور: هدایت ممبینی |

| ۱۸ | استقلال تهران | v | ملوان بندر انزلی | تهران                |
|    |               |   |                  | ورزشگاه: آزادی تهران |

| ۲۹ دی ۱۳۸۴ ۱۹                                            | ابومسلم مشهد                                          | ۱ – ۰ | استقلال تهران                                      | مشهد                                                        |
|                                                          | نورمحمدی ۴۵' · بادامکی ۶۵ · خلعتبری · مسلم‌زاده · خیری | گزارش | واحدی‌نیکبخت '۱۱ · فکری '۴۳ · مجیدی '۶۴ · صادقی '۸۶ | ورزشگاه: ثامن مشهد تماشاگران: ۳۰،۰۰۰ داور: فریدون اصفهانیان |
| یادداشت: مهدی رحمتی ضربه پنالتی حسین بادامکی را مهار کرد |                                                       |       |                                                    |                                                             |

| ۷ بهمن ۱۳۸۴ ۲۰ | استقلال تهران                              | ۱ – ۰ | استقلال اهواز | تهران                                                       |
|                | عنایتی ۳۴' · اکبرپور '۲۶ · واحدی‌نیکبخت '۵۳ | گزارش |               | ورزشگاه: آزادی تهران تماشاگران: ۲۰،۰۰۰ داور: رحیم رحیمی‌مقدم |

| ۱۱ بهمن ۱۳۸۴ ۱۸         | استقلال تهران                                | ۳ – ۳ | ملوان انزلی                                        | تهران                                                        |
|                         | عنایتی ۲'، ۸'، ۴۳' · صادقی · فکری · ابراهیمی | گزارش | غلامین ۱۴' (پنالتی) · غلامی ۴۰'، ۴+۹۰' · عمران‌زاده | ورزشگاه: آزادی تهران تماشاگران: ۱۵،۰۰۰ داور: خداداد افشاریان |
| یادداشت: بازی عقب‌افتاده |                                              |       |                                                    |                                                              |

| ۱۷ بهمن ۱۳۸۴ ۲۱ | راه‌آهن تهران                   | ۱ – ۲ | استقلال تهران                                       | تهران                                                  |
|                 | تارتار ۷۰' (پنالتی) · آقامحمدی | گزارش | س. اکبرپور ۳۲'، · جباری ۶۱' · عنایتی · صادقی · خیری | ورزشگاه: آزادی تهران تماشاگران: ۱۱،۰۰۰ داور: محسن ترکی |

| ۲۳ بهمن ۱۳۸۴ ۲۲ | استقلال تهران                                 | ۲ – ۱ | سپاهان اصفهان                                               | تهران                                                    |
|                 | صادقی ۵۵' · جباری ۵۹' · طالب‌نسب · واحدی‌نیکبخت | گزارش | خطیبی ۴۲' · خطیبی ۸۷ · نویدکیا · سیدصالحی · جعفرپور · اکبری | ورزشگاه: آزادی تهران تماشاگران: ۲۰،۰۰۰ داور: مسعود مرادی |

| ۲۷ بهمن ۱۳۸۴ ۲۳ | فجرسپاسی شیراز     | ۰ – ۳ | استقلال تهران                       | شیراز                                                   |
|                 | خانزاده رضایی آشنا | گزارش | س. اکبرپور ۳۶' '؟ · عنایتی ۵۰'، ۶۵' | ورزشگاه: حافظیه شیراز تماشاگران: ۲۵،۰۰۰ داور: ایرج نظری |

| ۱۳ اسفند ۱۳۸۴ ۲۴ | استقلال تهران | ۰ – ۰ | سایپا کرج | تهران                                                  |
|                  | قربانی '۵۹    | گزارش | برجلو     | ورزشگاه: آزادی تهران تماشاگران: ۲۰،۰۰۰ داور: محسن ترکی |

| ۱۹ اسفند ۱۳۸۴ ۲۵ (دربی ۶۱) | پیروزی تهران   | ۰ – ۰ | استقلال تهران                  | تهران                                                 |
|                            | کاظمیان مامانی | گزارش | عنایتی '۲۴ قربانی '۲۶ فکری '۴۶ | ورزشگاه: آزادی تهران تماشاگران: ۹۵،۰۰۰ داور: سعد کمیل |

| ۲۶ اسفند ۱۳۸۴ ۲۶ | استقلال تهران                          | ۱ – ۱ | شموشک نوشهر                        | تهران                                                    |
|                  | عنایتی ۲۰'، · واحدی‌نیکبخت · س. اکبرپور | گزارش | غراوی ۲'، · محسنی · مختاری · زیوری | ورزشگاه: آزادی تهران تماشاگران: ۲۵،۰۰۰ داور: محمود رفیعی |

| ۱۱ فروردین ۱۳۸۵ ۲۷ | شهید قندی یزد | ۰ – ۱ | استقلال تهران     | یزد                                                     |
|                    | یاورزاده      | گزارش | کاظمی ۵۸' · مجیدی | ورزشگاه: نصیری یزد تماشاگران: ۲۵،۰۰۰ داور: محسن قهرمانی |

| ۱۷ فروردین ۱۳۸۵ ۲۸ | استقلال تهران                                             | ۴ – ۱ | فولاد خوزستان                                   | تهران                                                        |
|                    | عنایتی ۴۵'، ۶۷'، ۹۰' · کاظمی ۵۷' · صادقی '۵۷ · نیکبخت '۸۷ | گزارش | کلاه‌کج ۴۸' · م. حمیدی '۳۱ · کعبی · ل. حمیدی '۸۳ | ورزشگاه: آزادی تهران تماشاگران: ۴۰،۰۰۰ داور: خداداد افشاریان |

| ۲۷ فروردین ۱۳۸۵ ۲۹ | ذوب‌آهن اصفهان                 | ۱ – ۱ | استقلال تهران       | اصفهان                                                        |
|                    | جوئلسن داسیلوا ۸۶' · نورمحمدی | گزارش | عنایتی ۲۰' · قربانی | ورزشگاه: فولاد شهر اصفهان تماشاگران: ۲۵،۰۰۰ داور: مسعود مرادی |

| ۱ اردیبهشت ۱۳۸۵ ۳۰                                                  | استقلال تهران                                                     | ۴ – ۱ | برق شیراز                          | تهران                                                   |
|                                                                     | عنایتی ۱۰'، ۷۷' · س. اکبرپور ۱۳'، ۷۴' · لطفی · صادقی · س. اکبرپور | گزارش | مطوری '۷۷ · پاک‌نیت ۸۴ · پاک‌نیت ۹۰' | ورزشگاه: آزادی تهران تماشاگران: ۱۰۰،۰۰۰ داور: محسن ترکی |
| یادداشت: وحید طالب در دقیقه ۸۴ ضربه پنالتی بهروز پاک‌نیت را مهار کرد |                                                                   |       |                                    |                                                         |

#### جایگاه در جدول
| رتبه | تیم     | بازی | برد | مساوی | باخت | گل زده | گل خورده | گل تفاضل | امتیاز | صعود یا سقوط                               |
| ---- | ------- | ---- | --- | ----- | ---- | ------ | -------- | -------- | ------ | ------------------------------------------ |
| ۱    | استقلال | ۳۰   | ۱۶  | ۱۱    | ۳    | ۴۴     | ۱۷       | ۲۷+      | ۵۹     | صعود به مرحله گروهی لیگ قهرمانان آسیا ۲۰۰۷ |
| ۲    | پاس     | ۳۰   | ۱۶  | ۱۰    | ۴    | ۵۴     | ۲۹       | ۲۵+      | ۵۸     |                                            |
| ۳    | سایپا   | ۳۰   | ۱۳  | ۱۳    | ۴    | ۴۱     | ۲۱       | ۲۰+      | ۵۲     |                                            |
| ۴    | صبا     | ۳۰   | ۱۳  | ۱۱    | ۶    | ۳۵     | ۳۱       | ۴+       | ۵۰     |                                            |
| ۵    | ابومسلم | ۳۰   | ۱۲  | ۱۰    | ۸    | ۳۱     | ۲۳       | ۸+       | ۴۶     |                                            |

#### دست‌آوردها در خانه و بیرون
| مجموع | مجموع  | مجموع | مجموع | مجموع | مجموع | مجموع | مجموع | خانه | خانه | خانه | خانه | خانه | خانه | مهمان | مهمان | مهمان | مهمان | مهمان | مهمان |
| بازی  | امتیاز | پ     | ت     | ش     | گ‌ز    | گ‌خ    | ت‌گ    | پ    | ت    | ش    | گ‌ز   | گ‌خ   | ت‌گ   | پ     | ت     | ش     | گ‌ز    | گ‌خ    | ت‌گ    |
| ----- | ------ | ----- | ----- | ----- | ----- | ----- | ----- | ---- | ---- | ---- | ---- | ---- | ---- | ----- | ----- | ----- | ----- | ----- | ----- |
| ۳۰    | ۵۹     | ۱۶    | ۱۱    | ۳     | ۴۴    | ۱۷    | ۲۷+   | ۹    | ۶    | ۰    | ۲۷   | ۸    | ۱۹+  | ۷     | ۵     | ۳     | ۱۷    | ۹     | ۸+    |

آخرین بروزرسانی: پایان فصل

منبع: IPLstats Home
IPLstats Away

پ = پیروزی؛ ت = تساوی؛ ش = شکست؛ گ‌ز = گل زده؛ گ‌خ = گل خورده؛ ت‌گ = تفاضل گل

|                    | بازی | برد | مساوی | شکست | زده | خورده | تفاضل | امتیاز |
| ------------------ | ---- | --- | ----- | ---- | --- | ----- | ----- | ------ |
| در ورزشگاه آزادی   | ۲۰   | ۱۰  | ۹     | ۱    | ۳۰  | ۱۱    | ۱۹+   | ۳۹     |
| در ورزشگاه‌های دیگر | ۱۰   | ۶   | ۲     | ۲    | ۱۴  | ۶     | ۸+    | ۲۰     |

#### روند هفته به هفته
| هفته  | ۱ | ۲ | ۳ | ۴ | ۵ | ۶ | ۷ | ۸ | ۹ | ۱۰ | ۱۱ | ۱۲ | ۱۳ | ۱۴ | ۱۵ | ۱۶ | ۱۷ | ۱۸ | ۱۹ | ۲۰ | ۲۱ | ۲۲ | ۲۳ | ۲۴ | ۲۵ | ۲۶ | ۲۷ | ۲۸ | ۲۹ | ۳۰ |
| ----- | - | - | - | - | - | - | - | - | - | -- | -- | -- | -- | -- | -- | -- | -- | -- | -- | -- | -- | -- | -- | -- | -- | -- | -- | -- | -- | -- |
| زمین  | خ | م | م | خ | م | خ | م | خ | م | خ  | م  | خ  | م  | خ  | م  | م  | خ  | م  | خ  | خ  | م  | خ  | م  | خ  | م  | خ  | م  | خ  | م  | خ  |
| نتیجه | پ | ش | پ | ت | پ | پ | ش | ت | ت | پ  | پ  | پ  | ت  | پ  | پ  | ت  | ت  | ش  | پ  | ت  | پ  | پ  | پ  | ت  | ت  | ت  | پ  | پ  | ت  | پ  |
| وضعیت | ۱ | ۴ | ۳ | ۵ | ۳ | ۱ | ۴ | ۴ | ۴ | ۳  | ۲  | ۱  | ۱  | ۱  | ۱  | ۱  | ۱  | ۲  | ۲  | ۲  | ۲  | ۱  | ۱  | ۱  | ۲  | ۱  | ۱  | ۱  | ۱  | ۱  |

آخرین بروزرسانی: پایان فصل.
منبع: "IPL Stats".

زمین: م = مهمان، خ = خانه. نتیجه: ت = تساوی، ش = شکست، پ = پیروزی.

### جام حذفی
| ۳ بهمن ۱۳۸۴ ۱/۱۶ | استقلال تهران                        | ۲ – ۰ | اتکا تهران | تهران                                      |
|                  | واحدی‌نیکبخت ۵۸' · عنایتی ۸۹' · جباری | گزارش |            | ورزشگاه: آزادی تهران داور: یدالله جهانبازی |

| ۱/۸                                                                                   | استقلال تهران | (۳)–(۰) | شاهین بوشهر |  |
| یادداشت: تیم شاهین بوشهر از حضور در جام حذفی انصراف داد و استقلال ۳–۰ برنده اعلام شد. |               |         |             |  |

| ۸ اردیبهشت ۱۳۸۵ ۱/۴                                                                                        | استقلال تهران | (۰)–(۳) | نوژن ساری | ساری |
| |               | گزارش   |           |      |
| یادداشت: استقلال به دلیل آن‌چه تعداد بالای ملی‌پوشان خوانده شد از حضور در ادامه بازی‌های جام حذفی انصراف داد. |               |         |           |      |

## آمار

### عملکرد کلی تیم در فصل
| رقابت            | اولین بازی     | آخرین بازی      | شروع دور        | جایگاه نهایی              | آمار | آمار | آمار | آمار | آمار | آمار | آمار | آمار  |
| رقابت            | اولین بازی     | آخرین بازی      | شروع دور        | جایگاه نهایی              | بازی | ب    | ت    | ش    | گ‌ز   | گ‌خ   | ت‌گ   | % برد |
| ---------------- | -------------- | --------------- | --------------- | ------------------------- | ---- | ---- | ---- | ---- | ---- | ---- | ---- | ----- |
| لیگ برتر ۸۵–۱۳۸۴ | ۱۱ شهریور ۱۳۸۴ | ۱ اردیبهشت ۱۳۸۵ | هفته ۱          | قهرمان                    | ۳۰   | ۱۶   | ۱۱   | ۳    | ۴۴   | ۱۷   | ۲۷+  | ۰۵۳   |
| جام حذفی ۸۵–۱۳۸۴ | ۳ بهمن ۱۳۸۴    | ۹ اردیبهشت ۱۳۸۵ | یک شانزدهم‌نهایی | کناره‌گیری از مسابقات حذفی | ۱    | ۱    | ۰    | ۰    | ۲    | ۰    | ۲+   | ۱۰۰   |
| مجموع            | مجموع          | مجموع           | مجموع           | مجموع                     | ۳۱   | ۱۷   | ۱۱   | ۳    | ۴۶   | ۱۷   | ۲۹+  | ۰۵۵   |

منبع: رقابت‌ها

### نمایش بازیکنان
| شماره | پُست       | بازیکنان           | لیگ برتر | لیگ برتر | لیگ برتر | جام حذفی | جام حذفی | جام حذفی | مجموع   | مجموع | مجموع    | کارت                 | کارت             |
| شماره | پُست       | بازیکنان           | بازی     | زمان     | کارت زرد | بازی     | زمان     | کارت زرد | بازی    | زمان  | کارت زرد | کارت زرد دوم و اخراج | کارت قرمز مستقیم |
| ----- | --------- | ------------------ | -------- | -------- | -------- | -------- | -------- | -------- | ------- | ----- | -------- | -------------------- | ---------------- |
| ۱     | دروازه‌بان | وحید طالب‌لو        | ۱۸       | ۱۵۱۰     | ۰        | ۱        | ۹۰       | ۰        | ۱۹ (۱۸) | ۱۶۰۰  | ۰        | ۰                    | ۰                |
| ۲     | مدافع     | امیرحسین صادقی     | ۲۵       | ۲۱۶۰     | ۱۱       | ۱        | ۹۰       | ۰        | ۲۵ (۲۶) | ۲۲۵۰  | ۱۱       | ۲                    | ۰                |
| ۳     | مدافع     | مهدی امیرآبادی     | ۲۳       | ۱۹۴۷     | ۶        | ۱        | ۹۰       | ۰        | ۲۴ (۲۳) | ۲۰۳۷  | ۶        | ۱                    | ۰                |
| ۴     | هافبک     | حسین کاظمی         | ۲۵       | ۲۱۸۷     | ۴        | ۱        | ۱۰       | ۰        | ۲۶ (۲۵) | ۲۱۹۷  | ۴        | ۰                    | ۰                |
| ۶     | مدافع     | محمود فکری         | ۲۶       | ۲۳۴۰     | ۷        | ۱        | ۹۰       | ۰        | ۲۷ (۲۷) | ۲۴۳۰  | ۷        | ۰                    | ۱                |
| ۷     | مدافع     | سعید لطفی          | ۱۲       | ۴۶۳      | ۲        | ۰        | ۰        | ۰        | ۱۲ (۵)  | ۴۶۳   | ۲        | ۰                    | ۰                |
| ۸     | هافبک     | مجتبی جباری        | ۲۴       | ۲۰۰۰     | ۲        | ۱        | ۹۰       | ۱        | ۲۵ (۲۳) | ۲۰۹۰  | ۳        | ۰                    | ۰                |
| ۹     | مهاجم     | سیاوش اکبرپور      | ۲۸       | ۲۴۷۵     | ۱۰       | ۱        | ۹۰       | ۰        | ۲۹ (۲۹) | ۲۵۶۵  | ۱۰       | ۰                    | ۰                |
| ۱۰    | هافبک     | علیرضا منصوریان    | ۲۵       | ۱۰۸۳     | ۴        | ۱        | ۹۰       | ۰        | ۲۶ (۱۲) | ۱۱۷۳  | ۴        | ۰                    | ۰                |
| ۱۱    | مهاجم     | غلامرضا عنایتی     | ۲۹       | ۲۶۱۰     | ۶        | ۱        | ۹۰       | ۰        | ۳۰ (۳۰) | ۲۷۰۰  | ۶        | ۰                    | ۰                |
| ۱۴    | مدافع     | مرتضی ابراهیمی     | ۱۲       | ۹۶۴      | ۳        | ۰        | ۰        | ۰        | ۱۲ (۱۱) | ۹۶۴   | ۳        | ۰                    | ۰                |
| ۱۵    | هافبک     | فرزاد مجیدی        | ۲۲       | ۱۴۳۹     | ۲        | ۰        | ۰        | ۰        | ۲۲ (۱۵) | ۱۴۳۹  | ۲        | ۰                    | ۱                |
| ۱۶    | هافبک     | علیرضا اکبرپور     | ۱۲       | ۳۶۶      | ۰        | ۱        | ۵۴       | ۰        | ۱۳ (۲)  | ۴۲۰   | ۰        | ۰                    | ۰                |
| ۱۷    | هافبک     | میثم بائو          | ۴        | ۱۹۱      | ۱        | ۱        | ۷۴       | ۰        | ۵ (۴)   | ۲۶۵   | ۱        | ۰                    | ۰                |
| ۱۸    | مهاجم     | مرتضی هاشمی‌زاده    | ۳        | ۲۵       | ۰        | ۰        | ۰        | ۰        | ۳ (۰)   | ۲۵    | ۰        | ۰                    | ۰                |
| ۲۰    | مدافع     | پیروز قربانی       | ۲۴       | ۲۱۳۳     | ۶        | ۰        | ۰        | ۰        | ۲۴ (۱)  | ۲۱۳۳  | ۶        | ۰                    | ۰                |
| ۲۱    | دروازه‌بان | مهدی رحمتی         | ۱۴       | ۱۱۹۰     | ۰        | ۰        | ۰        | ۰        | ۱۴ (۱۳) | ۱۱۹۰  | ۰        | ۰                    | ۰                |
| ۲۲    | هافبک     | علیرضا واحدی‌نیکبخت | ۲۵       | ۲۰۹۳     | ۹        | ۱        | ۳۶       | ۰        | ۲۵ (۲۴) | ۲۱۲۹  | ۹        | ۰                    | ۰                |
| ۲۳    | مدافع     | آوسنتی گیلائوری    | ۱۲       | ۵۹۹      | ۰        | ۰        | ۰        | ۰        | ۱۲ (۷)  | ۵۹۹   | ۰        | ۰                    | ۰                |
| ۲۴    | مهاجم     | پیمان نادری        | ۳        | ۵۳       | ۰        | ۰        | ۰        | ۰        | ۳ (۰)   | ۵۳    | ۰        | ۰                    | ۰                |
| ۲۶    | هافبک     | اصغر طالب‌نسب       | ۲۴       | ۱۲۶۵     | ۲        | ۱        | ۱۶       | ۰        | ۲۵ (۱۵) | ۱۲۸۱  | ۲        | ۱                    | ۰                |
| ۳۱    | هافبک     | شاهین خیری         | ۱۴       | ۶۱۷      | ۱        | ۱        | ۸۰       | ۰        | ۱۵ (۸)  | ۶۹۷   | ۱        | ۰                    | ۰                |

اعداد آبی رنگ : تعداد حضور در ترکیب اصلی استقلال

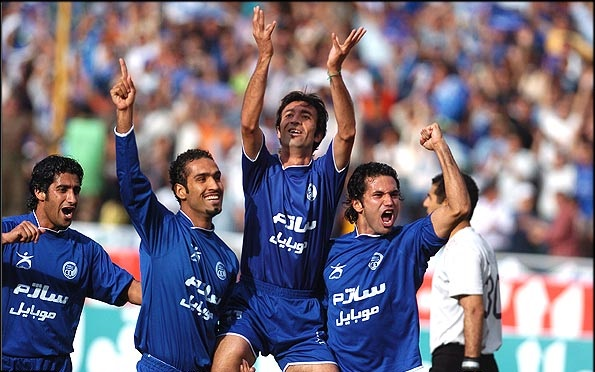
گلزنی عنایتی در بازی با برق شیراز

### گلزن‌ها
| رده        | پُست        | نام                | لیگ برتر | جام حذفی | کل |
| ---------- | ---------- | ------------------ | -------- | -------- | -- |
| ۱          | مهاجم      | غلامرضا عنایتی     | ۲۱ (۱)   | ۱        | ۲۲ |
| ۲          | مهاجم      | سیاوش اکبرپور      | ۱۱       | ۰        | ۱۱ |
| ۳          | هافبک      | مجتبی جباری        | ۵        | ۰        | ۵  |
| ۴          | مدافع      | امیرحسین صادقی     | ۳        | ۰        | ۳  |
| ۵          | هافبک      | حسین کاظمی         | ۲        | ۰        | ۲  |
| ۶          | هافبک      | علیرضا واحدی‌نیکبخت | ۱        | ۱        | ۲  |
| گل به خودی | گل به خودی | گل به خودی         | ۱        | ۰        | ۱  |
| کل         | کل         | کل                 | ۴۴       | ۲        | ۴۶ |

اعداد آبی رنگ : تعداد گلهای زده شده از نقطه پنالتی
** گل به خودی بازیکنان حریف :
۱- مرتضی فلاحتی بازیکن ملوان انزلی در بازی هفته سوم لیگ برتر

### گلهای لیگ برتر بر حسب شش بازه زمانی
| بازه زمانی     | گل زده | بازه زمانی     | گل خورده |
| -------------- | ------ | -------------- | -------- |
| ۱۵ دقیقه اول   | ۷      | ۱۵ دقیقه اول   | ۲        |
| ۱۵ دقیقه دوم   | ۳      | ۱۵ دقیقه دوم   | ۳        |
| ۱۵ دقیقه سوم   | ۹      | ۱۵ دقیقه سوم   | ۴        |
| اضافی نیمه اول | ۰      | اضافی نیمه اول | ۰        |
| جمع نیمه اول   | ۱۹     | جمع نیمه اول   | ۹        |
| ۱۵ دقیقه چهارم | ۹      | ۱۵ دقیقه چهارم | ۱        |
| ۱۵ دقیقه پنجم  | ۶      | ۱۵ دقیقه پنجم  | ۲        |
| ۱۵ دقیقه ششم   | ۹      | ۱۵ دقیقه ششم   | ۲        |
| اضافی نیمه دوم | ۱      | اضافی نیمه دوم | ۳        |
| جمع نیمه دوم   | ۲۵     | جمع نیمه دوم   | ۸        |

### عملکرد دروازه‌بانها
|       |             | لیگ برتر | لیگ برتر | لیگ برتر | جام حذفی | جام حذفی | جام حذفی | مجموع | مجموع   | مجموع |
| رتبه  | نام         | بازی     | گل‌خورده  | ک‌ش       | بازی     | گل‌خورده  | ک‌ش       | بازی  | گل‌خورده | ک‌ش    |
| ----- | ----------- | -------- | -------- | -------- | -------- | -------- | -------- | ----- | ------- | ----- |
| ۱     | وحید طالب‌لو | ۱۸       | ۸        | ۹        | ۱        | ۰        | ۱        | ۱۹    | ۸       | ۱۰    |
| ۲     | مهدی رحمتی  | ۱۴       | ۹        | ۸        | ۰        | ۰        | ۰        | ۱۴    | ۹       | ۸     |
| مجموع | مجموع       | ۳۲       | ۱۷       | ۱۷       | ۱        | ۰        | ۱        | ۳۳    | ۱۷      | ۱۸    |

### کاپیتان‌های فصل
| رده | نام                | لیگ برتر | جام حذفی | جمع |
| --- | ------------------ | -------- | -------- | --- |
| ۱   | محمود فکری         | ۲۶       | ۱        | ۲۷  |
| ۲   | علیرضا منصوریان    | ۲        | ۰        | ۲   |
| ۳   | علیرضا واحدی‌نیکبخت | ۲        | ۰        | ۲   |
| ۴   | غلامرضا عنایتی     | ۰ (۱)    | ۰        | ۰   |
| ۵   | پیروز قربانی       | ۰ (۱)    | ۰        | ۰   |

* عددهای آبی رنگ : نشان دهنده دفعاتی است که آن بازیکن پس از تعویض کاپیتان اول، کاپیتان شده‌است و این کاپیتانی‌ها در ستون جمع محاسبه نشده‌است.